# Verdi delle Åland
I Verdi delle Åland (in svedese: Gröna på Åland) sono stati un partito politico delle Isole Åland di orientamento ecologista.
Ottenne due seggi in occasione delle elezioni parlamentari del 1987. Perse la propria rappresentanza alle successive parlamentari del 1991.